# Sainte-Gemme-la-Plaine
Sainte-Gemme-la-Plaine település Franciaországban, Vendée megyében. Lakosainak száma 2074 fő (2022. január 1.). Sainte-Gemme-la-Plaine Corpe, Luçon, Moreilles, Nalliers, Saint-Aubin-la-Plaine és Saint-Jean-d’Hermine községekkel határos.

## Népesség
A település népessége az elmúlt években az alábbi módon változott:
| Lakosok száma | 2039 | 2054 | 2265 | 2044 | 2048 | 2058 | 2077 | 2063 | 2074 |
|               | 2013 | 2015 | 2016 | 2017 | 2018 | 2019 | 2020 | 2021 | 2022 |